# Magazzini Criminali
Magazzini Criminali ist eine Gruppe von italienischen Performancekünstlern, die 1972 unter dem damaligen Namen Compagnia del Carrozzone in Florenz gegründet wurde. Die Mitglieder von Magazzini sind Federico Tiezzi (* 1951), Marion d'Amburgo (* 1952) und Sandro Lombardi (* 1951).